# Ami Kondō
Pour les articles homonymes, voir Kondō.
Ami Kondo (近藤 亜美, Kondō Ami), née le 9 mai 1995 à Nagoya, est une judokate japonaise de la catégorie des moins de 48 kg. Médaillé de bronze aux Jeux olympiques de Rio de Janeiro, elle remporte un titre, en 2014, et deux médailles de bronze lors des championnats du monde.

## Biographie
Elle se fait connaître en 2011 à Kiev où elle triomphe aux championnats du monde cadets. En fin d'année 2013, elle remporte la Coupe Jigoro Kano, le tournoi Grand Chelem de Tokyo, battant en finale la récente championne du monde, la Mongole Urantsetseg Munkhbat.
En 2014, elle remporte, en août, un titre de championne du monde seniors à Tcheliabinsk en battant en finale l'Argentine Paula Pareto, puis, en octobre, deux titres de championne du monde juniors (individuelle et par équipes) à Fort Lauderdale. Enfin, en décembre, elle gagne pour la deuxième année consécutive Coupe Jigoro Kano en battant sa compatriote Haruna Asami. 
En 2015, Elle est battue par Haruna Asami en finale des All Japan Judo Championships. Elle est éliminée en quarts de finale des championnats du monde d'Astana par la Coréenne Jeong Bo-kyeong, puis parvient à obtenir la médaille de bronze lors des repêchages. Elle remporte la médaille d'or lors de la compétition par équipes, le Japon s'imposant sur le score de cinq à zéro face à la Pologne. Elle termine l'année 2015 par une victoire au Grand Chelem de Tokyo face à Haruna Asami.
Après sa victoire en avril 2016 au All Japan Judo Championships de Fukuoka, elle obtient sa sélection, aux dépens de Haruna Asani, pour les Jeux olympiques de Rio de Janeiro. Elle remporte ensuite le Masters mondial de judo, disputé à Guadalajara où elle s'impose face à la championne olympique de Londres, la Brésilienne Sarah Menezes. Lors du tournoi olympique, elle s'incline en demi-finale face à Paula Pareto sur waza-ari, puis s'impose lors du match pour la troisième place face à Mönkhbatyn Urantsetseg. En fin d'année, elle termine troisième du Grand Chelem de Tokyo.
En début d'année suivante, elle termine troisième du Tournoi de Paris. Elle s'impose une nouvelle fois au All Japan Judo Championships puis s'impose à Ekaterinbourg lors du tournoi Grand Slam face à la Russe Sabina Giliazova. Lors des mondiaux de Budapest, elle est battue par Mönkhbatyn Urantsetsg en demi-finale, puis s'impose face à la Serbe Milica Nikolić pour remporter une médaille de bronze lors des repêchages.

## Palmarès

### Compétitions internationales
| Année | Compétition                               | Lieu            | Résultat | Catégorie      |
| ----- | ----------------------------------------- | --------------- | -------- | -------------- |
| 2011  | championnats du monde cadets              | Kiev            | 1re      | Moins de 48 kg |
| 2014  | Championnats du monde des moins de 21 ans | Fort Lauderdale | 1re      | Moins de 48 kg |
| 2014  | Championnats du monde                     | Tcheliabinsk    | 1re      | Moins de 48 kg |
| 2015  | Championnats du monde                     | Astana          | 3e       | Moins de 48 kg |
| 2016  | Jeux olympiques                           | Rio de Janeiro  | 3e       | Moins de 48 kg |
| 2017  | Championnats du monde                     | Budapest        | 3e       | Moins de 48 kg |
| 2018  | Jeux asiatiques                           | Incheon         | 2e       | Moins de 48 kg |

Dans les compétitions par équipes :
| Année | Compétition                               | Lieu            | Résultat |
| ----- | ----------------------------------------- | --------------- | -------- |
| 2014  | Championnats du monde des moins de 21 ans | Fort Lauderdale | 1re      |
| 2015  | Championnats du monde                     | Astana          | 1re      |

### Tournois Grand Chelem et Grand Prix
| Année | Compétition                 | Lieu          | Résultat | Catégorie      |
| ----- | --------------------------- | ------------- | -------- | -------------- |
| 2013  | Grand Slam Tokyo            | Tokyo         | 1re      | Moins de 48 kg |
| 2014  | Grand Prix Düsseldorf       | Düsseldorf    | 3e       | Moins de 48 kg |
| 2014  | Grand Prix du Prix Budapest | Budapest      | 3e       | Moins de 48 kg |
| 2014  | Grand Slam Tokyo            | Tokyo         | 1re      | Moins de 48 kg |
| 2015  | Grand Slam Tokyo            | Tokyo         | 1re      | Moins de 48 kg |
| 2016  | Masters mondial de judo     | Guadalajara   | 1re      | Moins de 48 kg |
| 2016  | Grand Slam Tokyo            | Tokyo         | 3e       | Moins de 48 kg |
| 2017  | Tournoi de Paris            | Paris         | 3e       | Moins de 48 kg |
| 2017  | Grand Slam d'Ekaterinbourg  | Ekaterinbourg | 1re      | Moins de 48 kg |
| 2017  | Grand Slam Tokyo            | Tokyo         | 1re      | Moins de 48 kg |
| 2018  | Grand Prix Hohhot           | Hohhot        | 1re      | Moins de 48 kg |
| 2018  | Grand Slam Osaka            | Osaka         | 3e       | Moins de 48 kg |
| 2018  | Masters mondial de judo     | Guangzhou     | 2e       | Moins de 48 kg |
| 2019  | Tournoi de Paris            | Paris         | 1re      | Moins de 48 kg |